# Županjevac
Županjevac (cyr. Жупањевац) – wieś w Serbii, w okręgu pomorawskim, w gminie Rekovac. W 2011 roku liczyła 421 mieszkańców.